# Nathan Gelb
Nathan Gelb (Chicago, 1962) è uno scrittore statunitense.

## Biografia
Proviene da una famiglia ebraico-ashkenazita dedita al mercato bibliografico antiquario, originaria della città tedesca di Dresda ma successivamente trasferitasi negli Stati Uniti. Si è laureato discutendo una tesi sui Templari. Si è interessato di studi storici e di speleologia, arte e viaggi. Date le origini toscane di un ramo della sua famiglia, ha vissuto per lunghi periodi a Firenze, ma si è in seguito trasferito a Boston. Attualmente vive a Chicago, città dove svolge anche la sua attività di scrittore.

## Opere
Nel 1986 Nathan Gelb ha pubblicato in lingua inglese un volume sui Templari (Templar's secret weapon, edito da H.U.Press).
Nel 2006 ha pubblicato in lingua italiana un romanzo storico di genere noir (Il quadro dei delitti, edito dalla Sperling & Kupfer), ambientato alla metà del Settecento e di cui è protagonista l'achimista e studioso Raimondo di Sangro Principe di Sansevero, chiamato da papa Benedetto XIV ad indagare su una catena di delitti avvenuti in Francia e legati al mondo dell'alchimia. I recensori hanno valutato positivamente la sorprendente padronanza della lingua italiana da parte di un autore statunitense. Il quadro dei delitti è stato tradotto in lingua olandese e pubblicato con il titolo De prins van Sansevero dall'editore Luitingh nei Paesi Bassi, in Belgio, in Lussemburgo e in Danimarca.
Nel 2008 è stato pubblicato, ancora in lingua italiana, un secondo romanzo con il medesimo protagonista (Delitti sotto la cenere, edito ancora dalla Sperling & Kupfer), ambientato a Napoli nel 1756: questa volta il principe di Sansevero indaga sui cadaveri di un uomo e di una donna scoperti nel tempio massonico celato all'interno del suo palazzo, luogo legato ad un episodio del lontano 1590, quando Gesualdo da Venosa vi trucidò la moglie ed il suo amante.
Nei due romanzi l'autore sfrutta le sue conoscenze storiche per ricostruire l'immagine del Settecento con accurate ambientazioni, proponendo interpretazioni di alcune vicende e delineando il profilo psicologico dei personaggi. La scrittura è stata considerata chiara e rigorosa e il racconto ha uno svolgimento plausibile e si svolge con un taglio quasi cinematografico. Giudizi critici positivi sono stati espressi su Il quadro dei delitti e su Delitti sotto la cenere Alcuni critici hanno sottolineato il tentativo condotto da Nathan Gelb di ribaltare la leggendaria immagine negativa del principe di San Severo.